# Dixième circonscription de Seine-et-Oise
La dixième circonscription de Seine-et-Oise est l'une des dix-huit circonscriptions législatives que compte le département français de Seine-et-Oise, situé en région Île-de-France.

## Description géographique
Le Journal officiel du 13-14 octobre 1958 déterminait la composition de la circonscription :
- Canton d'Écouen
- Canton de Gonesse
- Canton de Luzarches

## Description historique et politique

### Historique des députations
| Législature | Début de mandat | Fin de mandat  | Député        | Parti politique | Observations |
| ----------- | --------------- | -------------- | ------------- | --------------- | --- |
| Ire         | 9 décembre 1958 | 9 octobre 1962 | Paul Mazurier | SFIO            | Maire d'Arnouville-lès-Gonesse Mandat écourté à la suite d'une dissolution parlementaire décidée par Charles de Gaulle. |
| IIe         | 6 décembre 1962 | 2 avril 1967   | Louis Vallon  | UNR-UDT         | |

## Historique des élections

### Élections de 1958
| Candidat       | Candidat          | Parti          | Premier tour | Premier tour | Second tour | Second tour |  |
| Candidat       | Candidat          | Parti          | Voix         | %            | Voix        | %           |  |
| -------------- | ----------------- | -------------- | ------------ | ------------ | ----------- | ----------- |  |
|                | Antoine Demusois  | PCF            | 13 955       | 31,05        | 15 398      | 34,11       |  |
|                | Paul Mazurier élu | SFIO           | 7 736        | 17,21        | 15 774      | 34,94       |  |
|                | André Colle       | Modérés        | 6 450        | 14,35        | 12 871      | 28,51       |  |
|                | Jean Junger       | UNR            | 6 057        | 13,48        | 1 100       | 2,44        |  |
|                | Germaine Peyroles | MRP            | 4 384        | 9,75         | Retrait     | Retrait     |  |
|                | H. Coquelle       | Modérés        | 3 154        | 7,02         | Retrait     | Retrait     |  |
|                | Inconnu           | Modérés        | 2 973        | 6,61         | Retrait     | Retrait     |  |
|                | P. Delfino        | Divers         | 239          | 0,53         |             |             |  |
|                |                   |                |              |              |             |             |  |
| Inscrits       | Inscrits          | Inscrits       | 55 898       | 100,00       | 56 447      | 100,00      |  |
| Abstentions    | Abstentions       | Abstentions    | 9 869        | 17,66        | 10 605      | 18,79       |  |
| Votants        | Votants           | Votants        | 46 029       | 82,34        | 45 842      | 81,21       |  |
| Blancs et nuls | Blancs et nuls    | Blancs et nuls | 1 081        | 2,35         | 699         | 1,52        |  |
| Exprimés       | Exprimés          | Exprimés       | 44 948       | 97,65        | 45 143      | 98,48       |  |

Le suppléant de Paul Mazurier était Michel Pouech, employé SNCF, de Goussainville.

### Élections de 1962
| Candidat       | Candidat              | Parti          | Premier tour | Premier tour | Second tour | Second tour |  |
| Candidat       | Candidat              | Parti          | Voix         | %            | Voix        | %           |  |
| -------------- | --------------------- | -------------- | ------------ | ------------ | ----------- | ----------- |  |
|                | Roger Gaston          | PCF            | 17 428       | 35,86        | 23 610      | 48,49       |  |
|                | Louis Vallon élu      | UNR-UDT        | 16 615       | 34,19        | 24 984      | 51,41       |  |
|                | Paul Mazurier sortant | SFIO           | 12 578       | 25,88        | Retrait     | Retrait     |  |
|                | Pierre Weil           | Modérés        | 1 715        | 3,53         |             |             |  |
|                |                       |                |              |              |             |             |  |
| Inscrits       | Inscrits              | Inscrits       | 67 753       | 100,00       | 67 738      | 100,00      |  |
| Abstentions    | Abstentions           | Abstentions    | 18 242       | 26,92        | 16 421      | 24,24       |  |
| Votants        | Votants               | Votants        | 49 511       | 73,08        | 51 317      | 75,76       |  |
| Blancs et nuls | Blancs et nuls        | Blancs et nuls | 1 175        | 2,37         | 2 723       | 5,31        |  |
| Exprimés       | Exprimés              | Exprimés       | 48 336       | 97,63        | 48 594      | 94,69       |  |

Le suppléant de Louis Vallon était Raymond Chochon.